# MVP mistrzostw Azji w koszykówce mężczyzn
MVP mistrzostw Azji w koszykówce mężczyzn – nagroda przyznawana najbardziej wartościowemu zawodnikowi mistrzostw Azji w koszykówce mężczyzn.

## Laureaci
(X) – cyfra w nawiasie oznacza kolejną nagrodę, przyznaną temu samemu zawodnikowi
| Rok  | Zawodnik          | Pozycja    | Zespół           | przyp. |
| ---- | ----------------- | ---------- | ---------------- | ------ |
| 1960 | Carlos Badion     | Obrońca    | Filipiny         | [ 1 ]  |
| 1973 | William Adornado  | Skrzydłowy | Filipiny         | [ 1 ]  |
| 1983 | Guo Yinglin       | Skrzydłowy | Chiny            | [ 2 ]  |
| 1985 | Allan Caidic      | Obrońca    | Filipiny         | [ 2 ]  |
| 1987 | Lee Chung-hee     | Obrońca    | Korea Południowa | [ 2 ]  |
| 1995 | Hur Jae           | Obrońca    | Korea Południowa | [ 2 ]  |
| 1997 | Chun Hee-chul     | Skrzydłowy | Korea Południowa | [ 2 ]  |
| 1999 | Hu Weidong        | Obrońca    | Chiny            | [ 2 ]  |
| 2001 | Yao Ming          | Środkowy   | Chiny            | [ 2 ]  |
| 2003 | Yao Ming (2)      | Środkowy   | Chiny            |        |
| 2005 | Yao Ming (3)      | Środkowy   | Chiny            |        |
| 2007 | Hamed Haddadi     | Środkowy   | Iran             | [ 3 ]  |
| 2009 | Hamed Haddadi (2) | Środkowy   | Iran             | [ 3 ]  |
| 2011 | Yi Jianlian       | Skrzydłowy | Chiny            | [ 4 ]  |
| 2013 | Hamed Haddadi (3) | Środkowy   | Iran             | [ 3 ]  |
| 2015 | Yi Jianlian (2)   | Skrzydłowy | Chiny            | [ 5 ]  |
| 2017 | Hamed Haddadi (4) | Środkowy   | Iran             | [ 6 ]  |